# Rodrigo Nestor
Rodrigo Nestor Bertalia (São Paulo, Brasil; 9 de agosto de 2000), conocido como Rodrigo Nestor, es un futbolista brasileño. Juega de centrocampista y su equipo actual es el Esporte Clube Bahia de la Serie A.

## Trayectoria
Rodrigo Nestor entró a las inferiores del São Paulo en 2014 proveniente del Juventus de São Paulo. Fue promovido al primer equipo en 2019 y rápidamente se ganó un lugar como titular. Fue nombrado mejor jugador de la Copa de Brasil 2023, siendo parte de la obtención del título.

## Selección nacional
A nivel juvenil, disputó el Campeonato Sudamericano  Sub-15 de 2015 y el Campeonato Sudamericano Sub-17 de 2017, además fue citado al Copa Mundial Sub-17 de 2017.

## Estadísticas
Actualizado al último partido disputado el 30 de septiembre de 2023.
| Club               | Div.          | Temporada     | Liga  | Liga  | Estatal | Estatal | Copas nacionales | Copas nacionales | Copas internacionales | Copas internacionales | Total | Total |
| Club               | Div.          | Temporada     | Part. | Goles | Part.   | Goles   | Part.            | Goles            | Part.                 | Goles                 | Part. | Goles |
| ------------------ | ------------- | ------------- | ----- | ----- | ------- | ------- | ---------------- | ---------------- | --------------------- | --------------------- | ----- | ----- |
| São Paulo · Brasil | 1.ª           | 2019          | 0     | 0     | 1       | 0       | —                | —                | —                     | —                     | 1     | 0     |
| São Paulo · Brasil | 1.ª           | 2020          | 6     | 0     | 2       | 0       | —                | —                | 2                     | 0                     | 10    | 0     |
| São Paulo · Brasil | 1.ª           | 2021          | 30    | 0     | 12      | 1       | 5                | 0                | 8                     | 0                     | 55    | 1     |
| São Paulo · Brasil | 1.ª           | 2022          | 29    | 3     | 15      | 2       | 9                | 1                | 9                     | 2                     | 62    | 8     |
| São Paulo · Brasil | 1.ª           | 2023          | 19    | 1     | 12      | 0       | 9                | 1                | 8                     | 0                     | 48    | 2     |
| São Paulo · Brasil | Total club    | Total club    | 84    | 4     | 42      | 3       | 23               | 2                | 27                    | 2                     | 176   | 11    |
| Total carrera      | Total carrera | Total carrera | 84    | 4     | 42      | 3       | 23               | 2                | 27                    | 2                     | 176   | 11    |

## Palmarés

### Títulos estatales
| Título              | Club      | País      | Año  |
| ------------------- | --------- | --------- | ---- |
| Campeonato Paulista | São Paulo | São Paulo | 2021 |

### Títulos nacionales
| Título      | Club      | País   | Año  |
| ----------- | --------- | ------ | ---- |
| Copa Brasil | São Paulo | Brasil | 2023 |